# Тълкуване на правото
Тълкуването на правото е интелектуален процес, чиято цел е, от една страна, да определи смисъла на правната норма в позитивното право (екзегеза) посредством интерпретация (уяснение), а от друга, да доведе този смисъл до знанието (за сведение) на други заинтересовани лица (обяснение или юриспруденция).
Накратко, тълкуването на правото се изразява в уяснение и разяснение на смисъла на правните норми.

## Тълкуване на закона
Тълкуването на правото не е идентично с тълкуването на закона, а е по-широкообхватно понятие в зависимост от източниците на правото при различните правни системи. В българското законодателство, разпоредбите на нормативните актове се прилагат според точния им смисъл, а ако са неясни, се тълкуват в смисъла, който най-много отговаря на други разпоредби, на целта на тълкувания акт и на основните начала на правото. За неуредените от закона случаи се прилагат разпоредбите, които се отнасят до подобни случаи, ако това отговаря на целта на правния акт. Ако такива разпоредби липсват, обществените отношения се уреждат съобразно основните начала на правото.
Тълкуването на правото изключва наказателна, административна или дисциплинарна отговорност.

## Текст и контекст на нормативния акт
Обект на тълкуване при позитивното право е текста на нормативен акт или друг източник на правото. Този текст е организиран в съответствие с общите изисквания за нормотворчество, както и с официално-деловия стил от стилистиката, посредством който се изразява волята на законодателя, опосредстваща тази на суверена, в изречения на говоримия писмен език.
При анализа на текста на нормативен акт преди всичко се установява дали този текст съдържа легална дефиниция, ако ли не, се пристъпва първо към установяване смисъла на термините и другите думи, съдържащи се в него, както и към вътрешни връзки между тези думи в изречението. Тестовия анализ включва два етапа: лексикално-морфологичен и синтактичен.
В повечето случаи, анализа на самия текст не е достатъчен за правилното тълкуване на правото, което принуждава правоприлагащия орган да пристъпи към изясняване на контекста на източника на правото, т.е. към установяване на неговите семантични връзки с другите източници на правото, както и с другите явления от социалната действителност – виж и Sitz im Leben.

## Способи и видове тълкуване
Съществуват различни методики за установяване на точната и конкретна воля на законодателя, които се изучават от специална правна дисциплина – юридическа техника.
В зависимост от казуса, казуистиката разграничава следните видове тълкуване:
- лингвистично;
- функционално;
- историческо – виж Sitz im Leben;
- систематично – виж Система на правото и Систематизация на нормативните актове.

В процеса на тълкуване се спазва следната последователност – първо се пристъпя към лингвистичен анализ на текста на нормативния акт, след което се преминава към изясняване на неговия функционален контекст в исторически план, като преюдициарно се провежда предварително проучване за мястото на нормативния акт съдържащ конкретната правна норма в общата система на правото с оглед систематизацията на нормативните актове според тяхната сила, действие и степен. Дискусионен е въпроса за подразделянето на тълкуването на правото на логично и телеологично (целево), като самостоятелни способи. На практика, различните способи и видове тълкуване се прилагат кумулативно, а практическо разграничение на прилагането на различните способи и видове като правило не се прави.

## Официално тълкуване
Задължително тълкуване на нормативен акт дава органът, който е издал акта, като тълкуването на акта има действие занапред, т.е. не се допуска обратно действие във времето.

## Методология на тълкуването
За тълкуване на правото могат да се използват както всички общонаучни методи на познанието (анализ и синтез, индукция и дедукция, абстракция, аналогия, моделиране и др.), така и частнонаучни, т.е. специфично-правни (догматичен анализ, метод на юридическата компаративистика, историко-правен метод и пр.). При тълкуването на правото в зависимост от задачата могат да се ползват методи от други науки, както и семиотичен анализ на правните норми, текстове, актове, който позволява изясняването в максимална степен на широкия културен контекст на източника или източниците на правото по конкретния казус.

## Резултати от тълкуването на правото
Резултатът от конкретното тълкуване на правото може да бъде обективиран в различни актове – съдебни решения, административни актове и т.н., включително в публикации в пресата. Важен момент при постановяването или при излизането на крайния тълкувателен акт, е да бъдат уяснени случаите на колизия на правните норми в/по конкретно разгледания или коментиран казус.
Българското законодателство предвижда органът, на който е възложено изпълнението на нормативния акт или до чието ведомство той се отнася, да организира след влизането му в сила периодично проучване на резултатите от неговото прилагане в практиката. Въз основа на това законово изискване, този орган отправя искания за сведения или за съдействие във връзка с проучването, като всички правни субекти са длъжни да изпратят сведения, или да окажат съдействието на органа, който организира проучването. За резултатите от прилагането на нормативния акт се прави доклад, в който се предлагат и промени на уредбата, ако са необходими. Докладът се изпраща на органа, приел или издал проучвания акт с оглед неговото изменение, допълнение или отменяне.